# Експонат

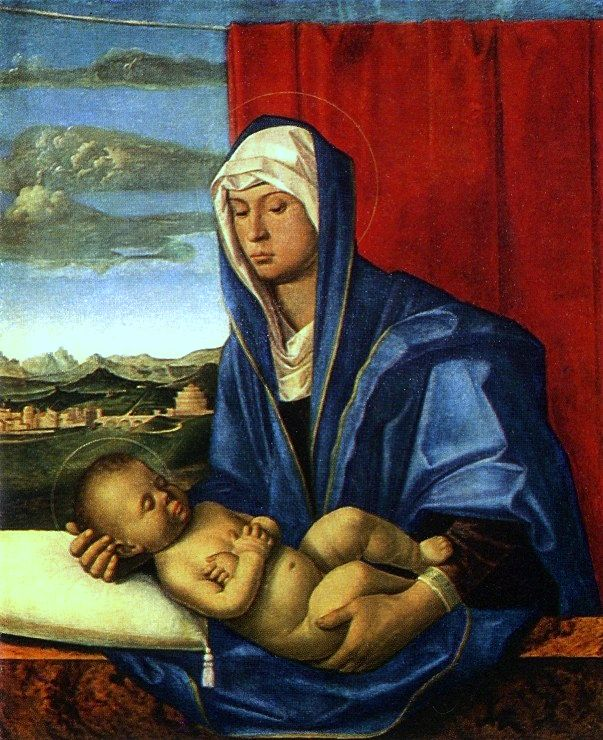
Худ. Джованні Белліні, Мадонна з немовлям, експонат музею мистецтв імені Богдана та Варвари Ханенків

Експонат — музейна або виставкова річ, показана на виставці чи в музейному закладі, що має характерні властивості для відображення панівних ідей доби, митецького напрямку, досягнень культури, науки, освіти чи виробництва тощо.

## Історія
Експонати багатьох музеїв почали свій шлях з приватних збірок. Відомі колекціонери монет ще за часів Римської імперії. Нумізматичні колекції в 20 столітті — шановані експонати і гордість відомих національних музеїв.

### На зламі 18-19 століть

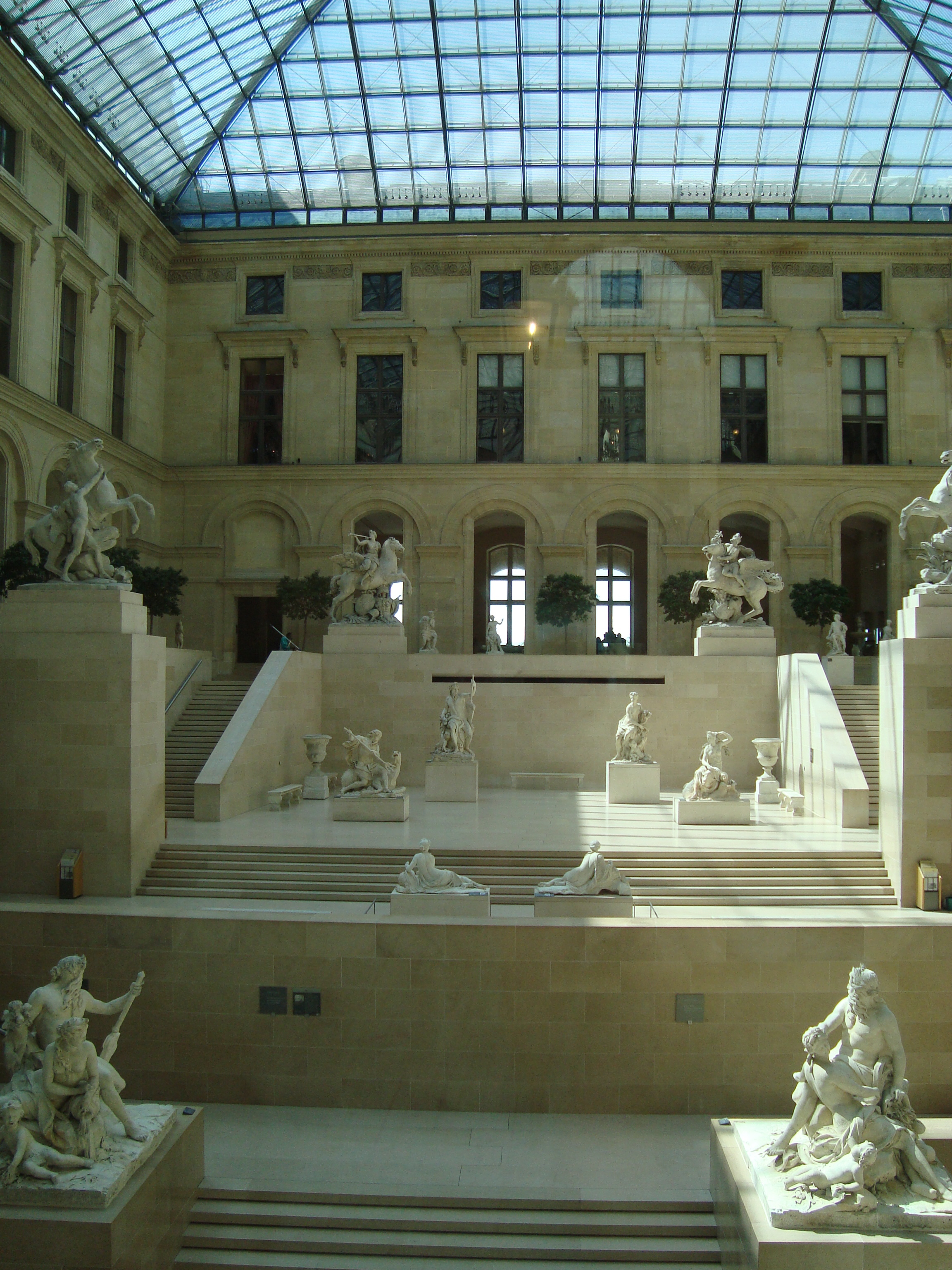
Експонати музею Лувр, відділ скульптур, двір Марлі.

На зламі 18-19 століть колекціонерство перейшло в якісно нову фазу і спричинило появу перших публічних музеїв.
Одним з перших був заснований і відкритий музей Лувр в Парижі на основі королівських збірок живопису, меблів, килимів, гобеленів. Значно поповнений за рахунок грабіжницьких дій вояками Наполеона, Лувр став зразком для створення великих національних музеїв в країнах переможцях Наполеона — в Лондоні і Берліні.

### Музеї впливу

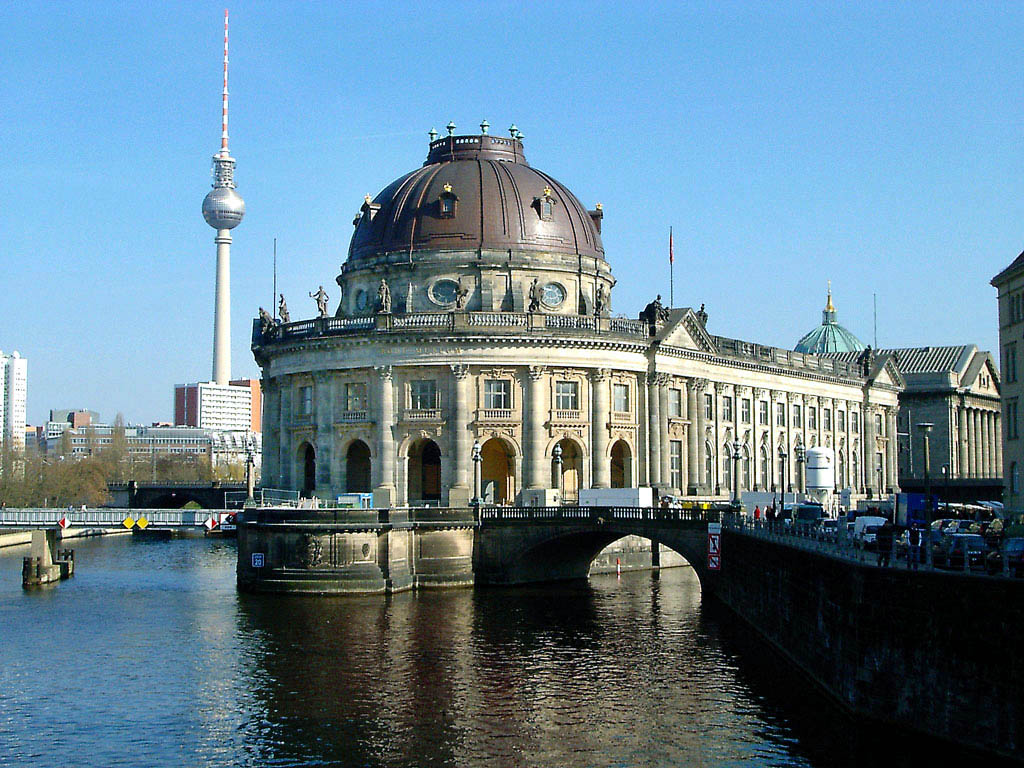
Музей Боде в Берліні на музейному острові

Так виникли перші «музеї впливу», музеї — зразки, за настановами яких формували свої збірки експонатів країни переможці Наполеона. Обов'язковими були великі приміщення (або навіть музейне містечко, музейний острів, як в Берліні), наявність збірок картин Італії доби Відродження, малюнків, нумізматики.
З оглядкою на музеї впливу формувались колекції експонатів таких музеів, як Ермітаж, Стара Пінакотека, Мюнхен, Художньо-історичний музей , Відень, Музей образотворчих мистецтв (Будапешт), Метрополітен-музей в 20 ст. тощо.
Твори мистецтва доколумбової Америки, експонати Метрополітен-музею

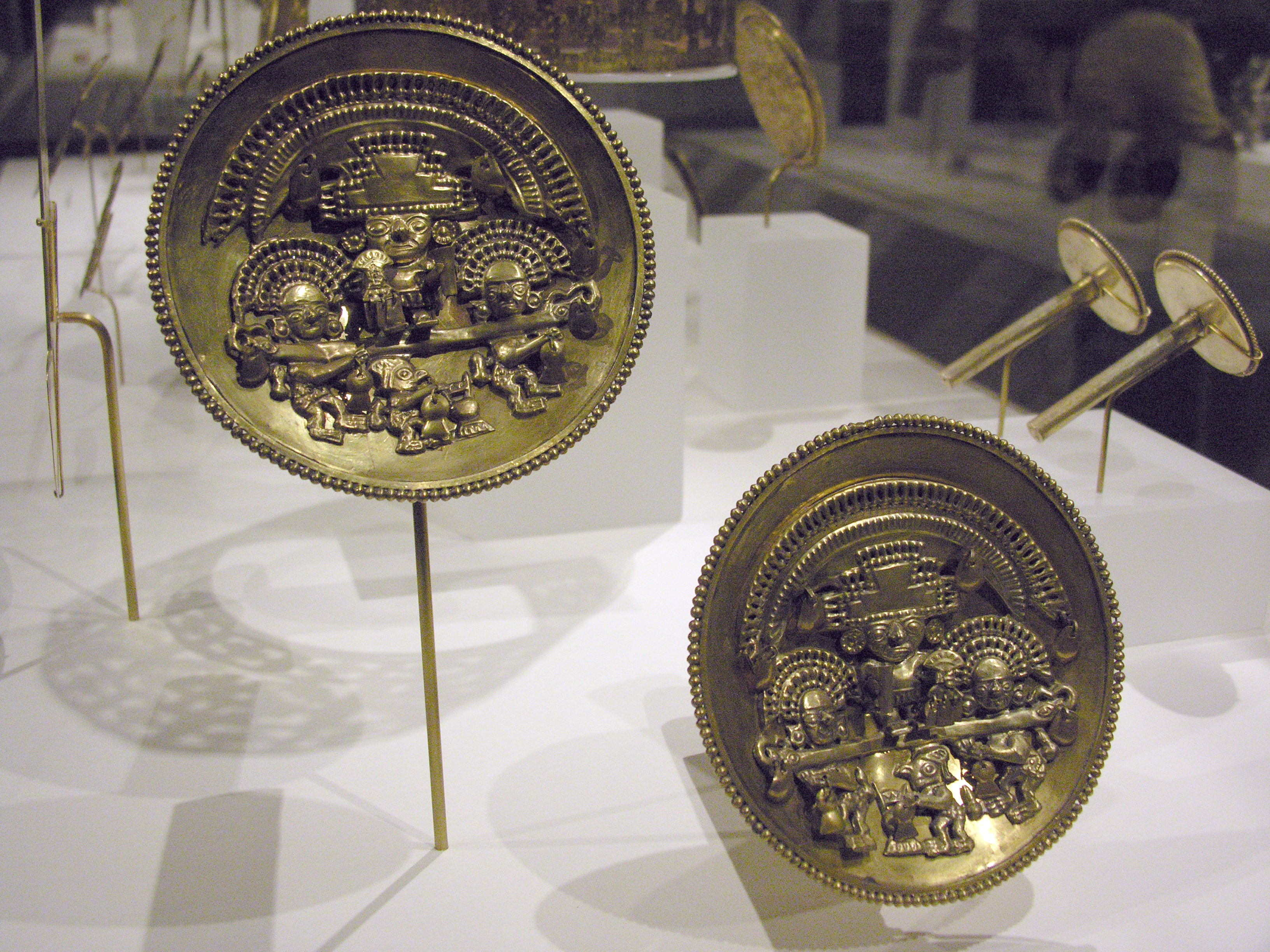
Культура чиму, Перу.
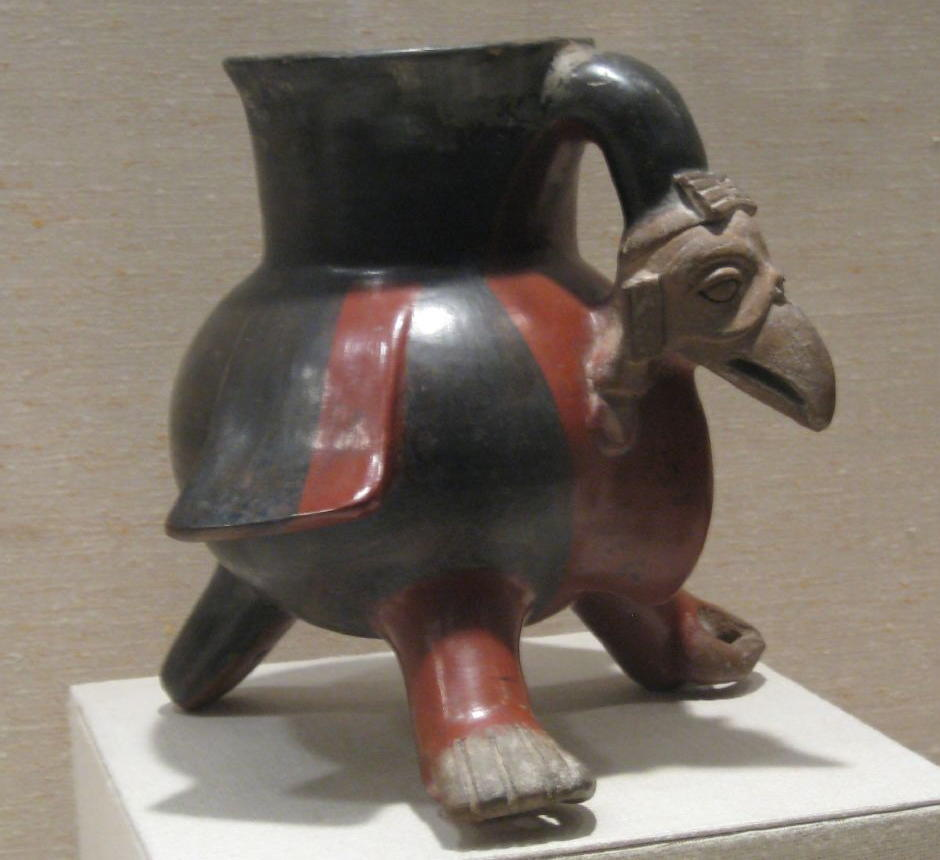
Ацтеки, кераміка.
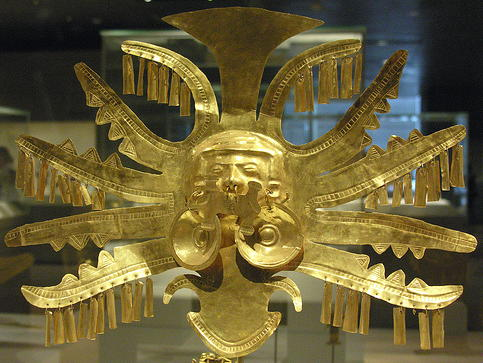
Золота маска

### Преоцінки

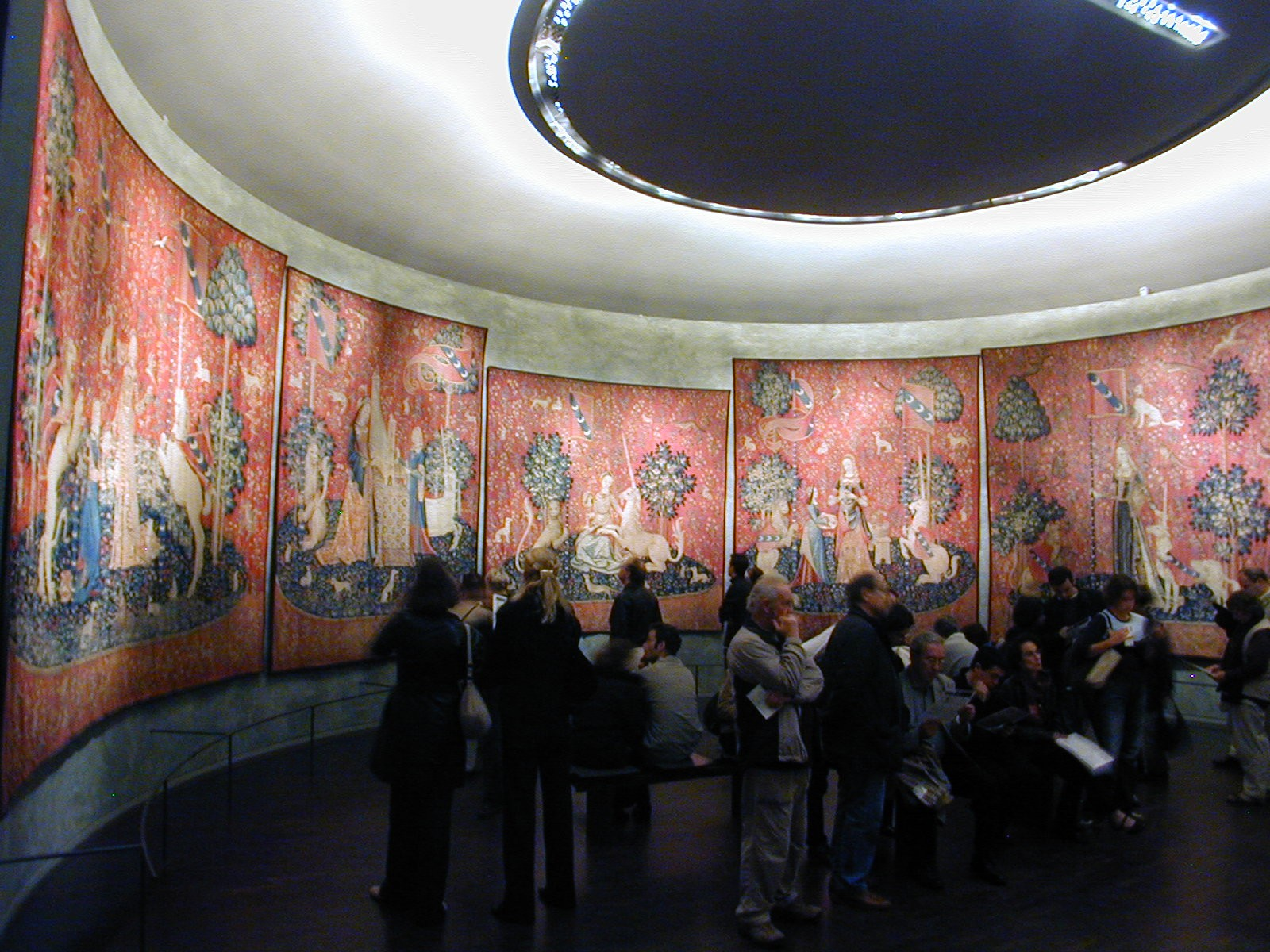
Гобелени серії «Дама з однорогом» — експонати музею Клюні, паризького музею середньовіччя.

19 століття характеризувалось переоцінками минулих епох і наверненням до національної історії. Саме в 19 столітті виникають терміни «готика», «примітив», а разом з творами доби античності і відродження набувають мистецької вартості речі доби бароко, рококо, шинуазрі, трохи пізніше класицизму. Оригінальні речі доби готики, середньовіччя чи бароко переходять в музейні збірки як експонати.
Великі колекції середньовічних артефактів переходять в музейні збірки, хоча довгий час не були вартими музейної зацікавленості і не мали навіть статуту експонатів. Це був час, коли коштовний матеріал(золото, срібло)частково поступилося місцем дешевим матеріалам при умові їх віртуозної обробки (емалі Ліможу, кераміка міст Дерута чи Кальтаджироне, французькі арраси, венеційське скло, меблі Різенера тощо). Майстерність виконання почала цінуватися на рівні коштовних матеріалів.
А в архітектурі набувають міці історичні стилі — неоготика, неоренесанс, необароко, неорококо. Через 100 років інтер'єри в історичних стилях самі стануть експонатами  музеїв (Ліндерхоф, зали в історичних стилям Зимового палацу). Частка інтер'єрів насичується оригінальними речами минулих епох (стародавні меблі, кераміка, перські килими). Так, Золотий кабінет палацу Ханенків в Києві прикрашають гобелени доби рококо, а сам кабінет має оздоби в стилістиці неорококо. В 20 столітті і гобелени, і сам інтер'єр стали експонатами Музею мистецтв імені Богдана та Варвари Ханенків — як свідки епох рококо і неорококо.

### Всесвітні виставки

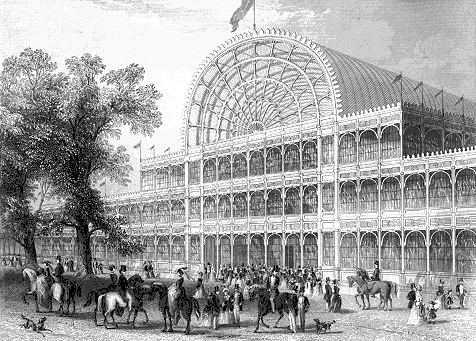
Лондон, Кришталевий палац, всесвітня виставка 1851 року. Головний фасад.

На показ експонатів вплинули Всесвітні виставки, започатковані в Західній Європі. Перша відбулася у 1851 р. в Лондоні. Країни учасники представляли найкращі зразки національних мистецьких виробів. Так, Російська імперія здивувала відвідувачів художніми виробами з чавуну, який не вважався матеріалом, придатним для художніх виробів і майстерністю обробки малахіту. Крихкий малахіт в руках митців був здатен прикрасити як дамську брошку, так і дверну панель. Цей перехід від невеличкої брошки до дверної панелі викликав подив і захоплення виставковими експонатами, зафіксованими в тогочасних мемуарах.
Подив викликав і найбільший експонат вистаки — Кришталевий палац, де були розгорнуті головні експозиції. Твір фахівця по створенню оранжерей на ім'я Джозеф Пакстон здригнув свідомість і архітекторів, і філософів, і відвідувачів виставки, адже започаткував новий напрямок в світовій архітектурі.

## Види
Експонатами можуть бути живі істоти (рослини в парку чи ботанічному саду, морські тварини в океанаріумі, дельфінаріумі тощо)
- неживі істоти — усе розмаїття неживої природи і людських виробів;
- виставкові, ті, що призначені для оглядин відвідувачів;
- фондові, призначені для наукових досліджень фахівцями.

Межа між останніми двома групами досить відносна. Нові наукові відкриття чи навіть мода можуть швидко змінити ставлення до фондових чи виставкових експонатів і поміняти їх місцями. В групу виставкових експонатів переходять і цінні речі з фондів після ґрунтовних реставрацій.

## Спеціалізація

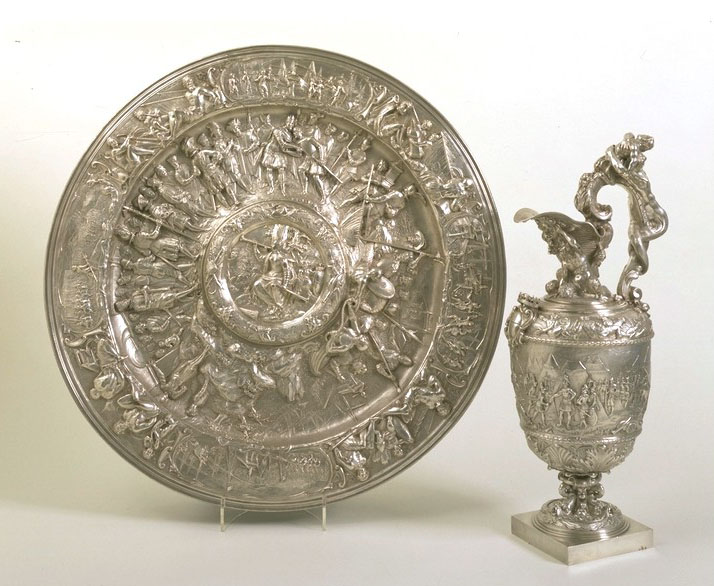
Ювелірні вироби доби маньєризму, експонати музею Вікторії й Альберта

Туристичний план розташування експонатів Музею народної архітектури та побуту України

Спеціалізація прийшла ще в приватні збірки (колекція малюнків Франції 16 ст. Кобенцля, археологічні речі збірки Кампана, бібліотека Залуських, збірка ужиткового мистецтва середньовічної Європи Базілевського). Пройшло відокремлення наукових збірок від художніх. Це спричинило зникнення так званих кабінетів курйозів, де наукові і художні експонати показували відвідувачам разом.
Розширилася в 20 столітті уявлення й про сам експонат. Ними почали виступати речі різних розмірів чи цілісні явища — Музей вторсировини, Київ, музей мініатюрних книжок, низка скансенів, де експонатами музеїв є об'єкти національної народної архітектури (типи житла, вітряки, службові приміщення, цілі комплекси споруд тощо — Музей народної архітектури та побуту України). Цілісним комплексом експонатів виступають збережені садиби минулого — Кусково, Палацово-парковий ансамбль «Самчики», Качанівка (національний історико-культурний заповідник), де експонатами вже виступають і архітектурні об'єкти, і парк, і історичний ландшафт. Як і в завершеній музейній експозиції, в історичному ландшафті нічого змінювати не можна.

Вигляд замку та парку у 17 столітті,гравюра, Підгорецький замок
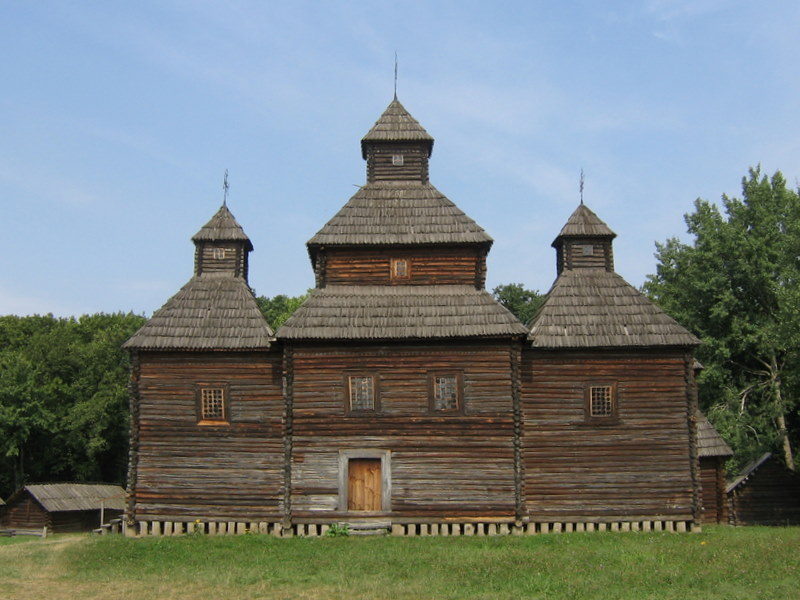
Воскресенська церква із села Кисоричі, Рівненська область, Музей народної архітектури та побуту України
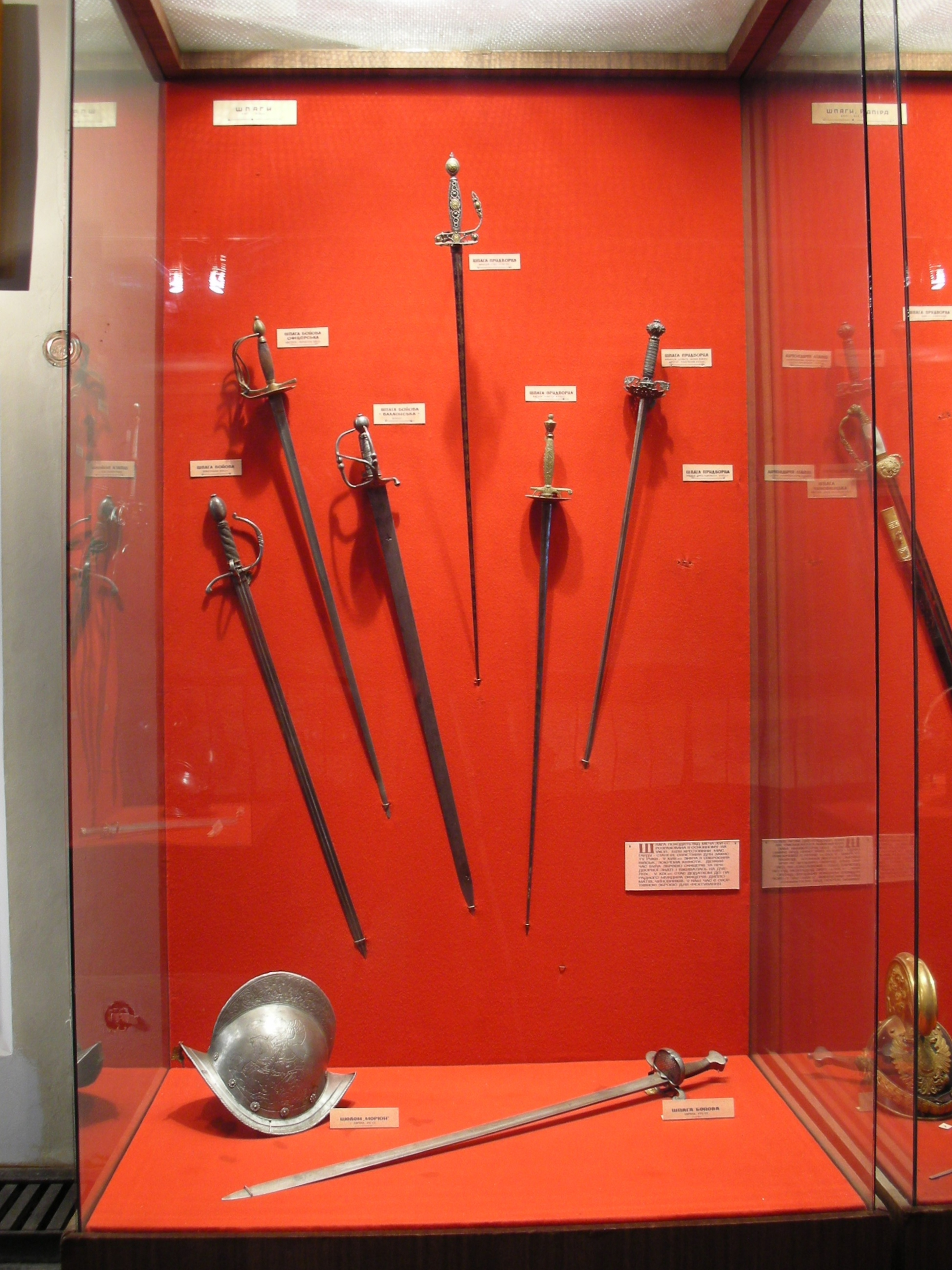
Музей зброї «Арсенал», Львів.